# Caius Bruttius Praesens (consul en 246)
Pour les articles homonymes, voir Caius Bruttius Praesens.
Caius Bruttius Praesens est un homme politique du IIIe siècle, qui fut sénateur de la Rome antique et consul.

## Biographie
Bruttius était membre de la famille patricienne la gens Bruttia de Lucanie. Il était fils de Caius Bruttius Praesens qui était consul en 217. Bruttia Crispina qui avait épousé l'empereur Commode était probablement sa grand-tante. Il fut nommé consul ordinaire en 246. On ne sait rien de sa carrière.

## Sources
- (de) Cet article est partiellement ou en totalité issu de l’article de Wikipédia en allemand intitulé « Gaius Bruttius Praesens (Konsul 246) » (voir la liste des auteurs).

.